# Seznam biskupů a arcibiskupů ósackých

## Apoštolští vikáři středního Japonska
- Félix-Nicolas-Joseph Midon MEP, 1888–1891

## Biskupové ósačtí
- Félix-Nicolas-Joseph Midon MEP, 1891–1893
- Henri-Caprais Vasselon MEP, 1893–1896
- Jules-Auguste Chatron MEP, 1896–1917
- Jean-Baptiste Castanier MEP, 1918–1940
- Paul Yoshigorō Taguchi, 1941–1969

## Arcibiskupové ósačtí
- Paul Yoshigoro Taguchi, 1969–1978
- Paul Hisao Yasuda, 1978–1997
- Leo Jun Ikenaga SJ, 1997–2014
- Thomas Aquino Man’yō Maeda, od 2014